# Dorsze (powiat Olecki)
Dorsze (Duits: Dorschen) is een plaats in het Poolse woiwodschap Ermland-Mazurië, in het district Olecki. De plaats maakt deel uit van de gemeente Kowale Oleckie.